# Parasabella tenuicollaris
Parasabella tenuicollaris är en ringmaskart som först beskrevs av Grube 1861.  Parasabella tenuicollaris ingår i släktet Parasabella och familjen Sabellidae. Inga underarter finns listade i Catalogue of Life.